# Ležák (pivo)

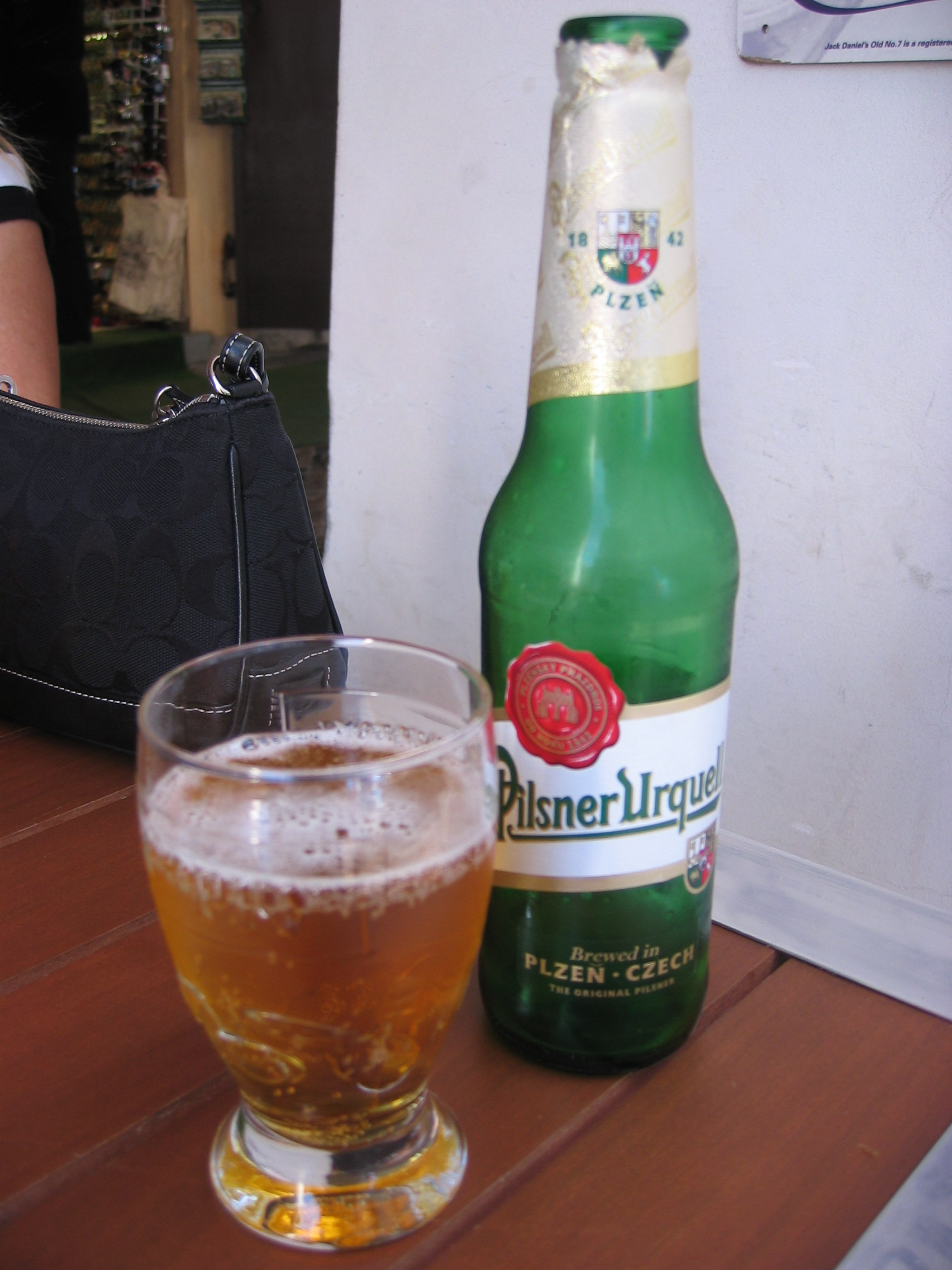
Plzeňský ležák

Ležák je druh piva, který je spodně kvašen a stabilizován při nízkých teplotách. Po procesu kvašení měsíc a déle leží, od toho označení ležák (ve světě označované jako lager z německého slova pro uskladnění). Stupňovitost má typicky od 8° až 17° (vyšší stupňovitost mají bocky). Při jeho výrobě se nejčastěji používá ječný slad. Je typický hustou pěnou, kterou ale ovlivňuje i kvalita čepování. Světlý ležák je nejvíce konzumovaný a komerčně dostupný styl piva ve světě. Český plzeňský typ, vídeňský ležák, nebo německý Bock, Dortmunder a Märzen jsou všechno různé styly ležáku. Existují také tmavé ležáky, označované jako černý ležák, Dunkel a Schwarzbier (nejtmavší).